# Lar
Lar là một thị xã và là một nagar panchayat của quận Deoria thuộc bang Uttar Pradesh, Ấn Độ.

## Địa lý
Lar có vị trí 26°12′B 83°58′Đ / 26,2°B 83,97°Đ Nó có độ cao trung bình là 62 mét (203 feet).

## Nhân khẩu
Theo điều tra dân số năm 2001 của Ấn Độ, Lar có dân số 25.492 người. Phái nam chiếm 51% tổng số dân và phái nữ chiếm 49%. Lar có tỷ lệ 58% biết đọc biết viết, thấp hơn tỷ lệ trung bình toàn quốc là 59,5%: tỷ lệ cho phái nam là 68%, và tỷ lệ cho phái nữ là 48%. Tại Lar, 17% dân số nhỏ hơn 6 tuổi.